# Boeing B-17 Flying Fortress
Boeing B-17 Flying Fortress, på svenska ofta kallad flygande fästningen, var ett amerikanskt strategiskt bombflygplan från andra världskriget. Planet fick namnet flygande fästningen av pressen när den visades för civilbefolkningen för första gången då den hade ett stort antal kulsprutor i flera positioner ombord. Namnet som passade bra antogs av tillverkaren och USA:s försvarsmakt. 
Under sin livcykel kom B-17 primärt att brukas av den dåvarande amerikanska arméns flygvapen US Army Air Forces som var aktiv mellan 1941 och 1947. Under denna period kom B-17 att se stor användning under den omfattande bombningen av Nazityskland under andra världskriget. Nazityskland uppskattade att 15-20 direktträffar med 20 mm mingranat behövdes för att skjuta ner en B-17.
Majoriteten av planen användes av Eighth Air Force baserad i Storbritannien och Fifteenth Air Force baserad i Italien. Tack vare flyghöjden kunde B-17 användas för bombräder i dagsljus, vilket förbättrade precisionen i bombfällningen.
Totalt byggdes 12 732 flygplan av Boeing, Douglas och Lockheed mellan 1935 och april 1945 i versionerna A, B, C, D, E, F och G.

## Versioner

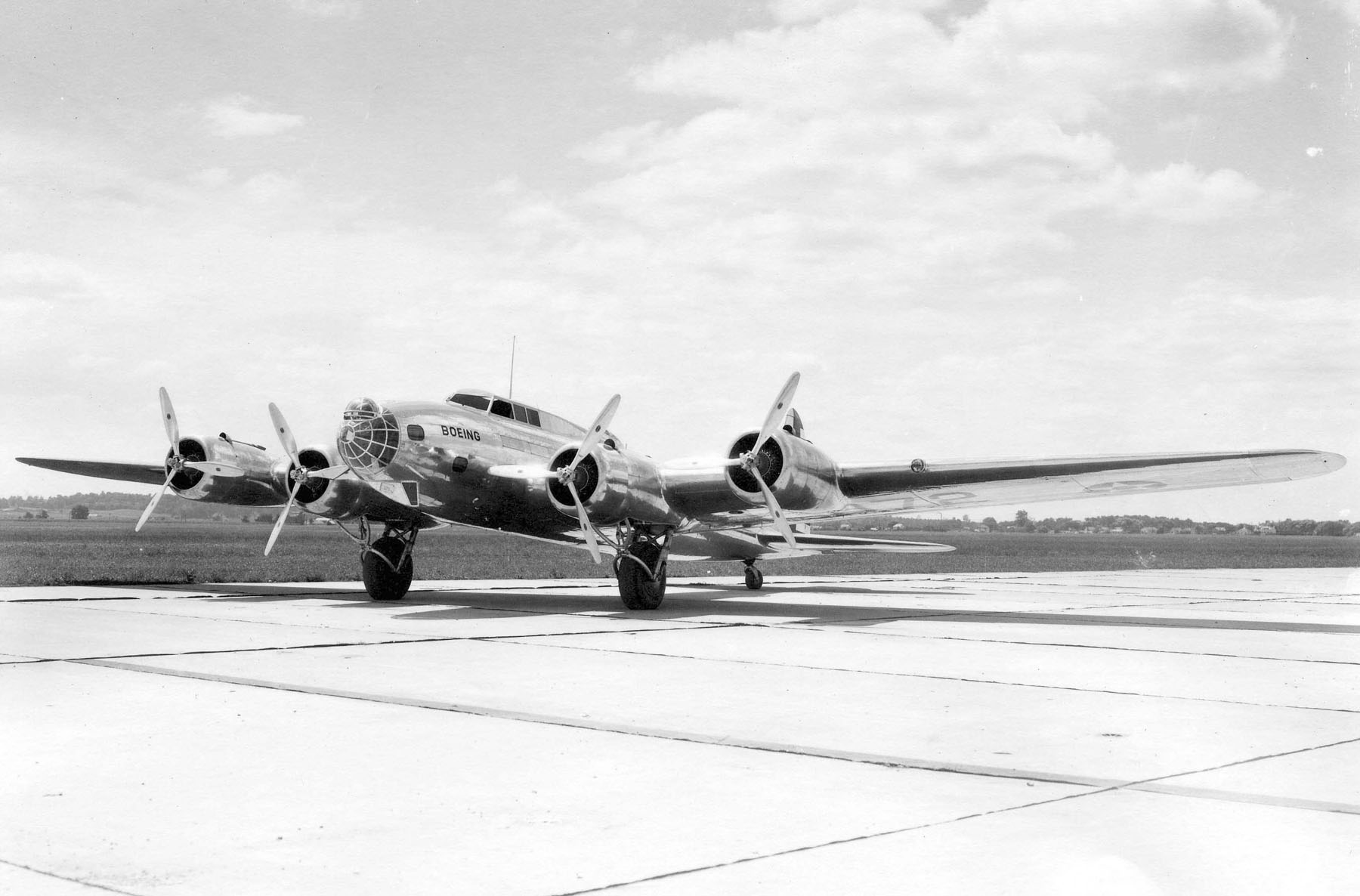
Boeing Model 299.

- Boeing Model 299 (XB-17): Boeing Model 299 var Boeings svar på United States Army Air Corps förfrågan på ett bombplan som kunde bära 2 000 lb (907 kg) bomber 2 000 miles (3 218 km) i 200 mph (322 km/h). 1935 deltog Boeing 299 tillsammans med Martin Company's Martin Model 146 och Douglas DB-1 i utvärderingar på Wright Field. Under flygningen från Boeings fabrik i Seattle till Wright Field satte planet ett hastighetsrekord på 406 km/h. Eftersom planet havererade under demonstrationerna på Wright Field på grund av ett pilotfel så var planet diskvalificerat från kontraktet och Army Air Corps beställde 133 stycken Douglas B-18 Bolo istället. Trots det höga priset per flygplan var Army Air Corps så pass imponerade att Boeing tilldelades ett utvecklingskontrakt och en beställning på 13 YB-17. Senare så har Boeing 299 benämnts XB-17 vilket varken var en officiell eller en samtida beteckning.
- Y1B-17 (YB-17): De 13 förseriemaskinerna byggdes med Wright R-1820 Cyclone motorer istället för Model 299's Pratt & Whitney R-1690
- B-17A (Y1B-17A): Endast ett plan som beställdes för statiska tester som senare bedömdes vara onödiga, planet användes istället för motortester. Efter avklarade tester fick planet benämningen B-17A och övergick i aktiv tjänst.
- B-17B - Boeing Model 299M var den första produktionsmodellen och var i stort sett en B-17A med större roder, större vingklaffar, omkonstruerat nosparti och Wright R-1820-51 motorer på 1 200 hk. Kulsprutetornet i ovandelen av nospartiet ersattes med en enkel 7,62 mm kulspruta i spetsen på glaspartiet i nosen. Bromsarna byttes från pneumatiska till hydrauliska. Från oktober 1942 fick planen den nya beteckningen RB-17B och övergick till icke stridande användning. Första flygningen för B-17B var 27 juni 1939, totalt byggdes 39 plan.
- B-17C - Motorerna byttes till den mer kraftfulla versionen R-1820-65. De två kupolformade kulsprutetornen på vardera sida av flygkroppen ersattes med droppformade öppningar i sidan för kulsprutorna. Glaskupolen för en av kulsprutorna under buken på flygkroppen ersattes med en metallgondol med en kulspruta. Självtätande bränsletankar och mer pansar infördes också. Totalt byggdes 38 plan varav 20 överfördes till RAF.
- B-17D - Förbättrat elsystem och ökat splitterskydd. Totalt byggdes 42 plan.
- B-17E - Var ett betydande omkonstruktion och den första betydande produktionsmodellen. En större stjärtfena som ursprungligen hade konstruerats för Boeing 307 Stratoliner infördes. För att åtgärda de tidigare modellernas sårbarhet för anfall rakt bakifrån så infördes en akterskytt och ett ryggmonterat kulsprutetorn. Akterskytten fick en position under stjärtfenan där han kontrollerade två M2 Browning kulsprutor via länkarmar som var monterade i ändan av flygkroppen. Ett elektriskt manövrerat Benedix kulsprutetorn med två M2 Browning kulsprutor placerades bakom cockpiten, tornet bemannades vanligen av färdmekanikern. Gondolen under flygkroppen ersattes med fjärrstyrt kulsprutetorn med ett periskop för siktet. Det fjärrstyrda tornet visade sig vara svårt att använda i praktiken och från det 113:e planet så monterades ett Sperry bolltorn med två kulsprutor i buken istället, där skytten satt hopkrupen i fosterställning för att manövrera tornet. Totalt byggdes 512 plan.[2]
- B-17F - Ökad eldkraft framåt. Man satte ett torn med dubbla 12,7 mm kulsprutor under bombsiktet. Totalt byggdes 3405 plan, 2300 av Boeing, 605 av Douglas och 500 av Lockheed-Vega.[3]
- B-17G - Detta blev den slutgiltiga versionen efter alla förbättringar i F-versionen.
- SAAB Felix - sju st B17F och G som nödlandat i Sverige byggdes om av SAAB som trafikflygplan.

## B-17 användning under andra världskriget

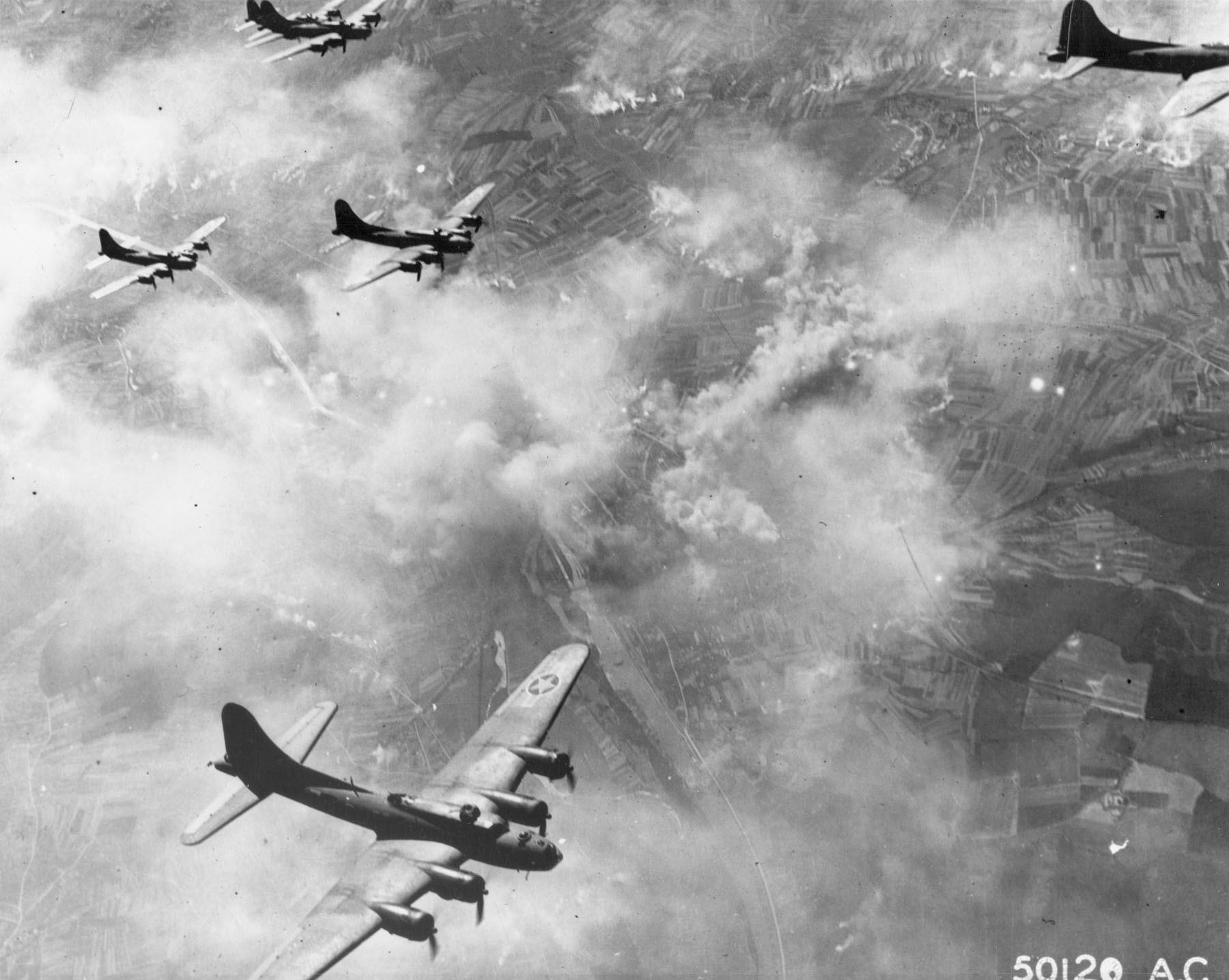
B-17 över Schweinfurt, 17 augusti 1943

B-17 blev snabbt ett älskat plan av sina besättningar. Det hade tillförlitliga motorer, stor vingyta och god komfort. Under 1935, när det började användas, var den det mest avancerade bombflygplanet i världen, men när RAF använde det i höghöjdsbombningar mot Tyskland visade det sig redan ålderstiget. Ett annat problem för Boeing var att en annan flygplanstillverkare, Consolidated, hade en modell som hette B-24 Liberator med en längre räckvidd, större bomblast och bättre försvarsförmåga. Boeing konstruerade då om stjärtpartiet på flygplanet helt. Flygkroppen förlängdes med 1,8 meter och en akterskyttsposition installerades med två 12,7 mm kulsprutor i slutet på flygkroppen. Dessa styrdes manuellt av akterskytten med ett länkat sikte från dennes glaskabin. Ett motoriserat Sperry-torn med två kulsprutor sattes in bakom cockpiten, vilket gav ett 360 graders eldområde och 75 graders elevation. Man bytte också ut de ursprungliga två kulsprutorna precis akter om vingroten mot ett bolltorn med två kulsprutor. B-17E var verkligen en flygande fästning.
B-17E med en besättning om tio man var den första "flygande fästning" att hamna i strid över Europa med US Army Air Corps. En svaghet hade dock B-17, vilket utnyttjades av tyska jaktplan; det hade inget försvar framåt. Vid de sista leveranserna av F-serien sattes ett motoriserat Bendix-torn under bombsiktet som skydd framåt. Detta blev också standard på den följande G-modellen. Skyttarna på B-17-bombarna som överlevde 25 uppdrag fick ofta "esstatus", alltså 5 nedskjutna plan var.
Under andra världskriget släppte B-17-bombplanen över 650 240 ton bomber över Europa.

## Nödlandade B-17 i Sverige
Den 24 juli 1943 buklandade en B-17F, Georgia Rebel, vid Vännacka norr om Årjäng i Värmland och blev den första av totalt 68 B-17 som sökte nödhamn i Sverige under andra världskriget.

### ABA
AB Aerotransport (ABA), som bedrivit kurirflygningar från Bromma flygplats till Prestwick i Skottland med flygplan av modellen DC-3, insåg att dessa flygningar började bli alltför riskfyllda då två av DC-3-planen blivit nedskjutna. Ett tredje plan hade blivit anfallet av tyska jaktplan, men undkommit.
Därav var en annan flygrutt nödvändig, men de använda DC-3-planen hade för begränsad räckvidd varav nya plan behövde inskaffas.
Genom förhandlingar med USA via den amerikanske flygattachén i Sverige, överstelöjtnant Felix Hardison, fick ABA överta 9 nödlandade B-17 mot att cirka 300 internerade amerikanska besättningsmän fick återvända.

### SAAB

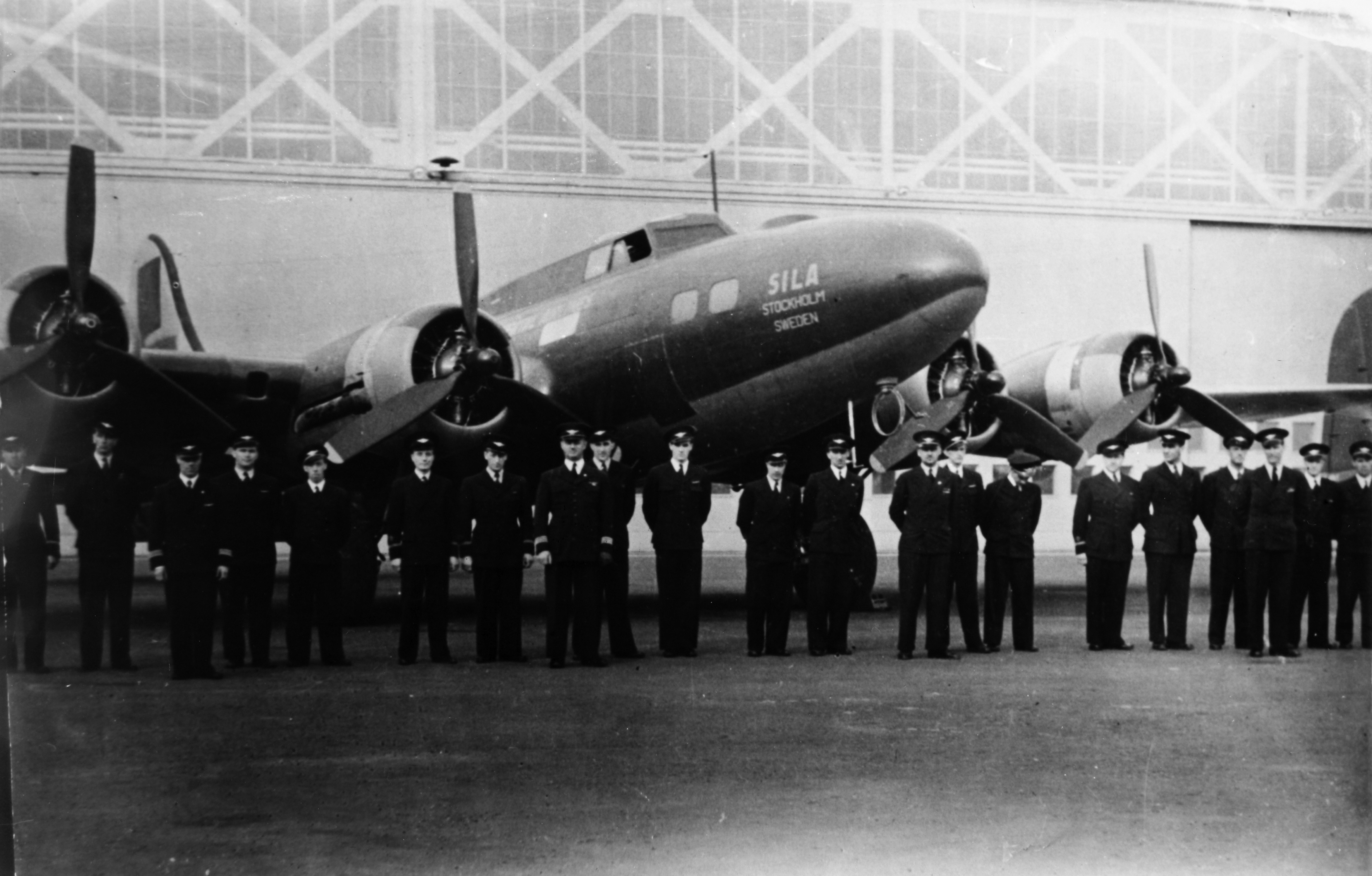
SAAB B-17 Felix hos SILA 1946.

Av de 9 flygplanen ABA fick överta kom 7 av planen, tre B-17F och fyra B-17G, att byggas om av SAAB till civila passagerarplan med plats för 14 passagerare. Dessa flygplan fick beteckningen Felix efter den amerikanske flygattachén. Varje flygplan fick dessutom individuella namn med amerikansk anknytning. 
- SE-BAH Sam, en B-17F-75-DL med nummer 42-3543
- SE-BAK Jim, en B-17F-115-BO med nummer 42-30661
- SE-BAM Tom, en B-17G-5-BO med nummer 42-31163
- SE-BAR, en B-17G-35-DL med nummer 42-107067, med dansk registrering OY-DFE
- SE-BAP, en B-17G-35-BO med nummer 42-32076, med dansk registrering OY-DFA, Stig Viking
- SE-BAN Ted, en B17F-70-DL med nummer 42-3490, som skrotades i oktober 1948
- SE-BAO Bob, en B-17G-40-BO med nummer 42-97115, som skrotades i oktober 1948

Med B-17 Felix återupptog ABA kurirflygningarna, som nu var längre, men säkrare. Den nya rutten tog en omväg över norra Norge och ut över Atlanten till Skottland.
Den 24 augusti 1944 togs det första flygplanet, SE-BAH Sam, i bruk av ABA, och premiärflög den 9 oktober till Prestwick från Bromma. Resterande kurirflygningar under kriget skedde utan incidenter. SE-BAH skrotades 1946 och användes som brandövningsobjekt på Bromma.
Den 18 maj 1945 återupptog ABA även Europatrafiken. Då flög flygplanet SE-BAM Tom Stockholm-Paris på fyra timmar. Den 4 december samma år totalhavererade detta flygplan utan passagerare utanför Strängnäs, varvid sex besättningsmän omkom.

### SILA
Då beställda DC-4-plan för Atlanttrafiken blev försenade efter andra världskriget, lät ABA istället SILA (Svensk Interkontinental Lufttrafik AB) påbörja trafiken med sina B-17. Den 13 juni 1945 gjordes en testflygning till och från Island, och den 27-29 juni skedde första flygningen till USA med SE-BAK Jim, som skrotades 1946. Detta flygplan var för övrigt det första som byggdes om av SAAB. 
Rutten gick från Bromma till La Guardia i New York via Keflavík på Island och en reservflygplats i Labrador i Kanada, och tog 51 timmar inklusive mellanlandningar. Totalt gjorde SILA 66 atlantflygningar med B-17 innan ABA tog över trafiken med DC-4. 

### Danmark
Två B-17 Felix såldes vidare i december 1945 till Det Danske Luftfartselskab (DDL) i Danmark. Det ena planet, SE-BAR, ställdes i januari 1946 av som reservdelslager, medan det andra planet, SE-BAP, flög civilt fram till 25 juni 1947, då det ställdes av. 
SE-BAP övertogs den 31 mars 1948 av danska arméflygkåren som DAF672 (67-672), Store Björn men kom ett drygt år senare, den 1 december 1949, att överföras det till danska marinen, där det flögs fram till 24 oktober 1952. Därefter användes det av danska flygvapnet där det flögs som ESK-721 fram till den 1 oktober 1953, då det återigen förrådsställdes. 

### Frankrike
Den 2 februari 1955 överfördes SE-BAP från danska flygvapnet till Babb Co Inc, en flygplansmäklare i New York, som redan 6 april sålde det vidare till det franska bolaget Institut Geographique National (IGN). Detta företag flög med totalt 13 exemplar av B-17 ända fram till 1989, främst för kartfotografering över hela världen. 
Hos IGN fick SE-BAP registreringen F-BGSH och flögs till den 15 juli 1961, varefter planet ställdes av utomhus för att användas som reservdelar åt de andra flygplanen.

### Tillbaka till USA

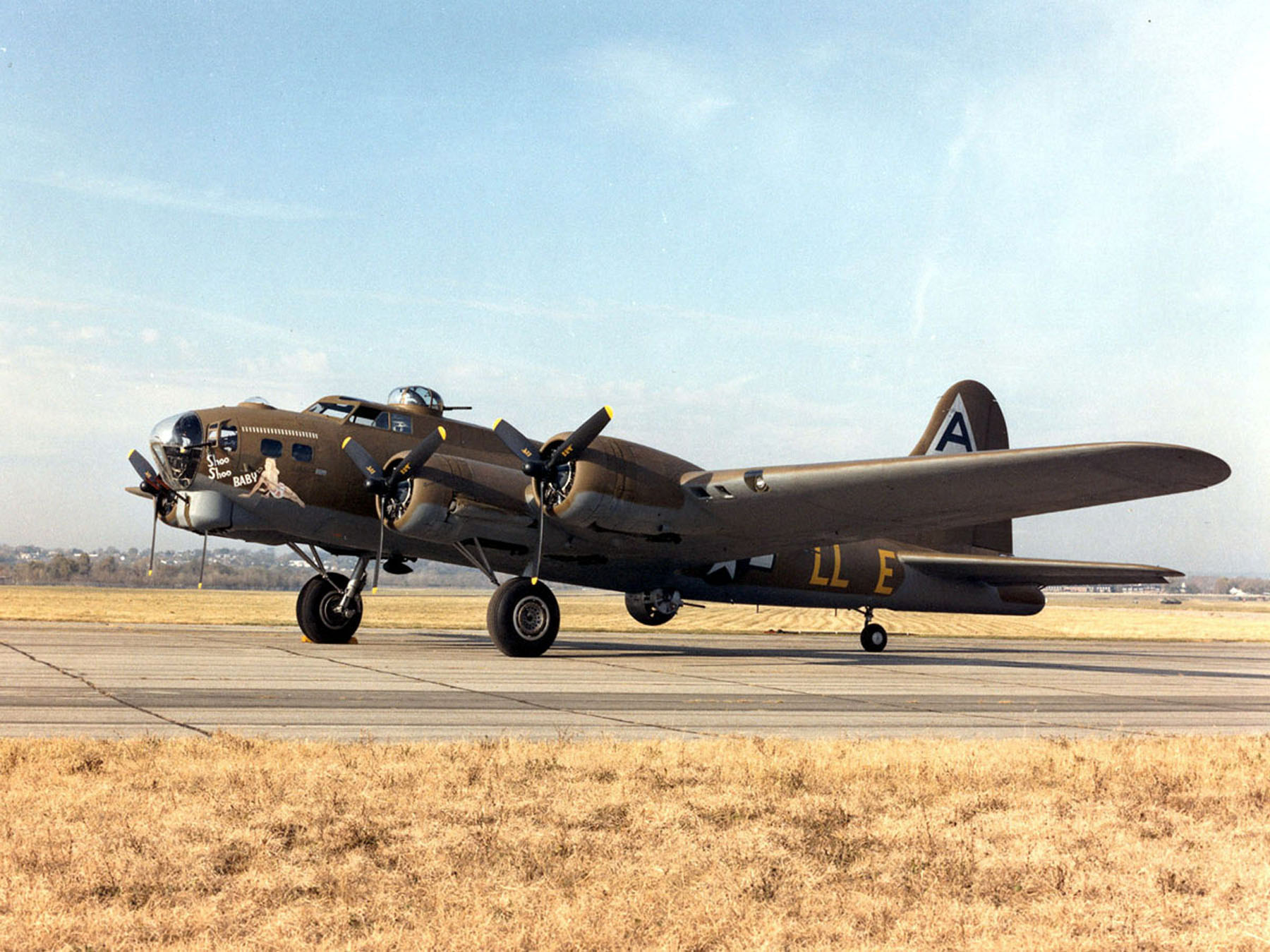
SE-BAP återställd som B-17G "Shoo Shoo Baby" vid National Museum of the United States Air Force i Dayton Ohio.

Utan motorer och inredning skänktes SE-BAP av IGN 1972 till USAF Museum, som fraktade det över Atlanten till Wright-Patterson flygbas i Ohio, i en C-5 Galaxy. Efter att ha renoverats, flögs det den 13 oktober 1988 för egen maskin tillbaka till National Museum of the United States Air Force på Wright-Patterson flygbas, återställt som "Shoo Shoo Shoo Baby" det vill säga med samma bemålning och militära utrustning som det hade vid nödlandningen på Bulltofta, där Skånska flygflottiljen var stationerad, den 29 maj 1944. 
I dag står det utställt i National Museum of the United States Air Force i Dayton, Ohio som representant för de militära B-17 som flög i Europa under andra världskriget.